# 約翰·喬治·格梅林
約翰·喬治·格梅林（1709年8月8日- 1755年5月20日）是德國博物學家，植物學家和地理學家。

## 生平
約翰·喬治·格梅林在蒂賓根出生，父親是蒂賓根大學教授。他是一個有天賦的孩子，14歲時開始於大學聽課。在1727年，他以18歲獲得醫學學位。然後，他於1728年來到聖彼得堡科學院，並獲得獎學金。從1730年，他在大學演講，並在次年被任命為化學和自然歷史教授。
他的弟弟是菲利普·弗里德里希·格梅林，是蒂宾根大学的植物学和化学教授。
乔治·格梅林还在1733年至1743年间参加了探险家维图斯·白令组织的第二次堪察加探险活动。

## 榮譽
- 1751年，他当选哥廷根科学院会员。[4]

- 石梓屬以約翰·喬治·格梅林來命名。[5]

- 小掌叶毛茛（Ranunculus gmelinii）的种加词以約翰·喬治·格梅林來命名。[6]

- 小行星13350以約翰·喬治·格梅林來命名。[3]

## 文獻
- WorldCat （页面存档备份，存于）